# María Tomasa Esteves y Salas
María Tomasa Esteves y Salas (Salamanca, Guanajuato, Nueva España; 27 de febrero de 1796-8 de agosto de 1814) fue una mujer que ha sido considerada como «la heroína insurgente» por su involucramiento en la Independencia de México, donde ayudó a enfermos y heridos que combatían en la causa, entre otras acciones.

## Biografía
Nació a principios de 1778, en Salamanca, ciudad de Guanajuato, México. 
Después de la muerte de su esposo por parte del ejército realista, y de asistir a una convocatoria para integrarse a la causa insurgente dirigida por el cura Miguel Hidalgo y Costilla, Esteves y Salas se destacó por su rol a favor de los enfermos y combatientes heridos del ejército insurgente, en su natal ciudad, en los primeros años de la guerra de Independencia. Otra de sus labores fue la de conseguir información confidencial del ejército realista español, e integrar el primer frente insurgente en Salamanca, junto con Andrés Delgado, Albino García Ramos y el cura Rafael Garcilita. En algún momento, los soldados realistas coincidieron en que Esteves y Salas era «la principal agente en procurar la deserción» en las tropas españolas, debido a su labor adicional de persuasión de algunos integrantes del ejército realista para que se unieran a la causa insurgente. Era apodada como «la Friné mexicana», en referencia a la hetera griega Friné que era conocida también por su belleza.  
Murió fusilada por órdenes de los realistas, según algunas fuentes, y de Agustín de Iturbide según otras, el 9 de agosto de 1814.
Su último deseo fue que le prendieran su vestido con alfileres, para que al verla caer, su cuerpo se viera con delicadeza, así como, no dispararle en la cara para no desfigurarla.

## Distinciones
- En 2009, el gobierno municipal de Salamanca realizó un homenaje luctuoso en honor a Esteves y Salas.[8]
- En 2010 se instituyó un premio llamado igual que la heroína insurgente, para distinguir a «Salmantinos distinguidos».[9]
- En esta localidad existe una calle[10] y una escuela que lleva su mismo nombre a manera de tributo.[8]